# Cessna 340 / 335
El Cessna 340 es un avión bimotor ligero de motores de pistón con presurización de cabina fabricado por la compañía estadounidense Cessna entre los años 1971 y 1984. También se fabricó una versión sin presurización que recibió la denominación Cessna 335, con la misma apariencia del 340, pero que apenas tuvo éxito comercial.

## Desarrollo
El Cessna 340 fue concebido como un desarrollo del Cessna 310. El 340 es un avión con capacidad para cuatro pasajeros, un pasillo y una escalera plegable en la puerta. La cola y el tren de aterrizaje se basaron en el modelo Cessna 310, mientras que sus alas eran del Cessna 414.
El desarrollo del Cessna 340 se inició en 1969 y el primer avión fue entregado en 1971, existiendo cierto retraso debido a que uno de los prototipos se estrelló durante la prueba de vuelo en 1970.
Los primeros modelos contaban con dos motores Continental TSIO-520-K con 285 CV (214 kW) cada uno. A partir de 1976 los motores fueron actualizados a la versión más potente Continental TSIO-520-NB de 310 HP (233 kW). Esta variante se conoce como el 340A y también ofrece hélices más pequeñas de 75,5 pulgadas (1.920 mm) de diámetro para reducir el ruido y cumplir con los requisitos de ruido impuestos por la OACI en su Anexo 16.
El Cessna 335 fue una variante sin presurizar y con un precio más bajo, con motores Continental TSIO-520-EB de 300 HP (225 kW) que fue producido a partir de 1979. No fue un éxito en el mercado, construyéndose únicamente 64 unidades, por lo que su producción cesó en 1980. El 340 tuvo más éxito y se mantuvo en producción hasta 1984 construyéndose 1.287 unidades.

## Variantes

### Cessna 340
- Versión impulsada por dos motores Continental TSIO-520-K de 285 CV (214 kW) cada uno. Certificada el 15 de octubre de 1971.

### Cessna 340A
- Versión impulsada por dos motores Continental TSIO-520-NB de 310 HP (233 kW) cada uno. Certificada el 19 de noviembre de 1975.

### Cessna 335
- Versión que no estaba presurizada y que era impulsada por dos motores Continental TSIO-520-EB de 300 HP (225 kW) cada uno. Certificada el 2 de octubre de 1979.

## Especificaciones (Cessna 340A)

### Características generales
- Tripulación: 1 o 2 (piloto y copiloto).
- Capacidad: 5 pasajeros.
- Longitud: 10,5 m (34,3 ft)
- Envergadura: 11,6 m (38,1 ft)
- Altura: 3,8 m (12,6 ft)
- Superficie alar: 17,1 m² (184,1 ft²)
- Perfil alar: NACA 23018 raíz.
NACA 23015 punta.
- Peso vacío: 3921 lb
- Peso máximo al despegue: 5990 lb
- Planta motriz: 2× motor de explosión de 6 cilindros Continental TSIO-520.
  - Potencia: 231 kW (310 HP; 314 CV) cada uno.
- Hélices: 1× tripala por motor.

### Rendimiento
- Velocidad máxima operativa (Vno): 452 km/h (281 MPH; 244 kt)
- Velocidad de entrada en pérdida (Vs): 151,9 km/h (94 MPH; 82 kt)
- Alcance: 2604 km (1406 nmi; 1617 mi)
- Alcance en combate: km
- Techo de vuelo: 9083 m (29 800 ft)
- Régimen de ascenso: 8,4 m/s (1650 ft/min)
- Carga alar: 159 kg/m² (32,55 lb/ft²)
- Potencia/peso: 0,12 kW/kg (9,66 lb/HP)

### Desarrollos relacionados
- Cessna 310

### Aeronaves similares
- Beechcraft Duke
- Piper PA-31 Navajo